# Bodendenkmal Steinbruch Büchel/Großbüchel

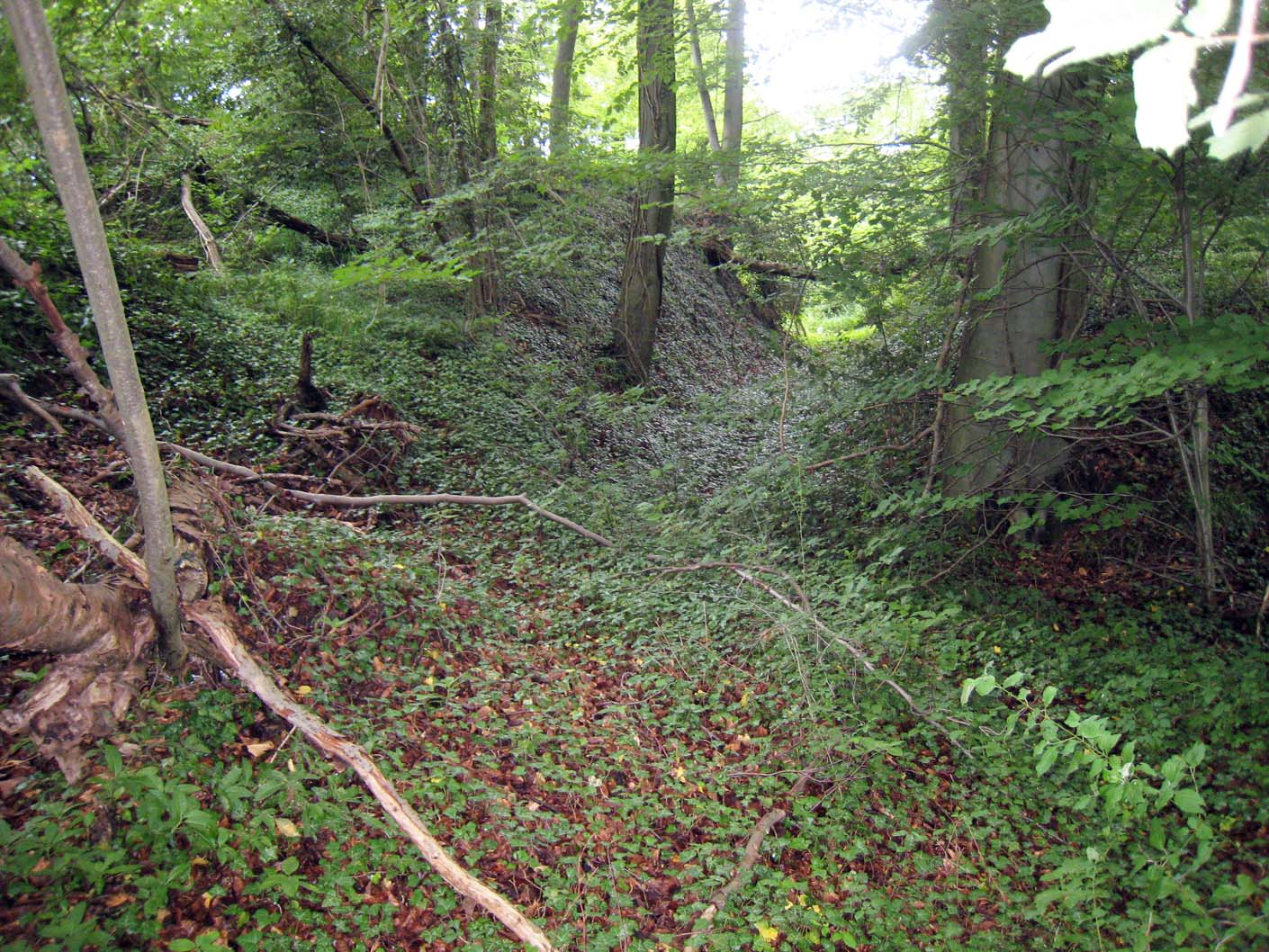
Eingang zum Steinbruch Büchel-Großbüchel

Das Bodendenkmal Steinbruch Büchel/Großbüchel erstreckt sich nördlich der Einmündung der Straße nach Büchel in den Bücheler Weg im Stadtteil Herrenstrunden von Bergisch Gladbach im Rheinisch-Bergischen Kreis.

## Beschreibung
Es handelt sich um einen stillgelegten Steinbruch, der auf einer Länge von 80 m von Nord nach Süd und auf einer Breite von 45 m von West nach Ost verläuft. Seine erdgeschichtliche Bedeutung besteht darin, dass in den Randpartien Riffbildungen im Massenkalk des Mitteldevons erhalten sind.

## Bodendenkmal
Das Gebiet ist unter Nr. 8 in die Liste der Bodendenkmäler in Bergisch Gladbach eingetragen.